# أيرتون لوكاس
أيرتون لوكاس دانتاس دي ميديروش (بالبرتغالية: Ayrton Lucas Dantas de Medeiros‏) هو لاعب كرة قدم برازيلي في مركز الظهير الأيسر ولد في يوم 19 يونيو 1997 في بلدة كارناوبا دوس سانتوس في البرازيل، يلعب حالياً مع نادي سبارتاك موسكو وسبق له اللعب مع نادي فلومينينسي ونادي مادوريرا ونادي لوندرينا، لعب مع منتخب البرازيل تحت 20 سنة لكرة القدم ويبلغ طوله 180 سم.

## روابط خارجية
- أيرتون لوكاس على موقع إي إس بي إن إف سي (الإنجليزية)
- أيرتون لوكاس على موقع قاعدة بيانات كرة القدم.إي يو (الإنجليزية)
- أيرتون لوكاس على موقع Soccerway.com (الإنجليزية)
- أيرتون لوكاس على موقع عالم كرة القدم.نت (الإنجليزية)